# Šlomo ben Aderet
Šlomo ben Aderet (hebrejsky שלמה בן אדרת‎) (1235–1310) byl středověký rabín a učenec, zaměřující se zejména na studium halachy a Talmudu. Všeobecně je znám a citován pod akronymem Rašba (hebrejsky רשב״א‎).
Rašba se narodil v Barceloně v r. 1235. Stal se úspěšným bankéřem a vůdčí osobností španělského židovstva. Působil jako rabín hlavní synagogy v Barceloně po dobu 50 let. Jeho učiteli byli Ramban and Rabejnu Jona. Mezi jeho četné žáky patří Ritva, Rabejnu Bechaje, a Ra'ah.

## Responsa
Rašba byl považován za výjimečnou rabínskou autoritu a jeho responsa - "judikáty" k halachickým otázkám, které mu byly adresovány ze Španělska, Portugalská, Itálie, Francie, Německa a dokonce i z Moravy či Malé Asie, a kterých je známo více než 3000, pokrývají celou šíři židovského života a jsou často citována pozdějšími halachickými autoritami.[zdroj?]
Rašbovo responsum na Moravu z r. 1255 představuje první doklad židovského osídlení ve Slavkově u Brna a v Třešti.
Rašbova responsa také dokládají jeho odpor vůči mesianismu a obecně principu nárokování si prorockých kvalit, s konkrétními výtkami vůči Nisimu ben Avrahamovi a Avrahamu Abulafiovi.

## Rašba a Rambam
Rašba bránil Rambama (Maimonida) v debatách se svými současníky o jeho díle a autorizoval překlad Rambamova komentáře k Mišně z arabštiny do hebrejštiny.
Přesto však byl Rašba oponentem filosoficko-racionalistického přístupu k židovství, který byl s Rambamem často spojován, a byl členem rabínského soudu v Barceloně, který zakázal mužům mladším než 25 let studovat světskou filosofii nebo přírodní vědy (s výjimkou lékařství).

## Další díla
Rašba napsal několik dalších děl:
- Chidušej ha-Rašba, komentáře k Talmudu,
- Torat ha-bajit, příručka o kašrutu a dalších náboženských předpisech svázaných s domovem,
- Mišmeret ha-bajit, obhajoba předchozího díla vůči kritice Ra'aha,
- Ša'ar ha-majim, dílo zaměřené na předpisy týkající se mikve (rituální lázně).
- Avodat ha-kodeš, příručka pravidel pro Šabat a židovské svátky.